# Klem (Film)
Klem (Originalschreibweise: KLEM) ist ein niederländischer Film aus dem Jahr 2023. Idee, Drehbuch und die Regie führte Frank Ketelaar. Der Film ist der eigenständige Abschluss der gleichnamigen Fernsehserie. 2024 wurde der Film als dreiteilige Miniserie dieser als „vierte Staffel“ angeschlossen. Der Film wurde nie für den deutschsprachigen Raum erschlossen.

## Produktion
Im Januar 2022 wurde bekannt, dass die erfolgreiche Serie Klem (2017–2020, die jeweils zwischen 0,8 bis 1,6 Mio. Zuschauer pro Folge anzog) ein Sequel auf der Kinoleinwand erhält. Hierzu fanden zwischen März und Mai 2022 Dreharbeiten in der Toskana statt. Da jedoch eine gesamte in Italien gedrehte vierte Staffel zu teuer erschien, beschränkte man sich auf diese 24 Tage Dreharbeit und (nach Schnitt) gesamt 110 Minuten Filmlänge. Laut der Internet Movie Database sollen die Produktionskosten 1,6 Millionen Euro betragen haben.
Der Filmtitel ist der Serie entnommen, wo in den Dialogen oftmals erwähnt wird, dass jemand „in der Klemme steckt“.
Die Produktion erhielt nach dem Verkauf von 100.000 Kinokarten den Goldener-Film-Preis.

## Handlung
In diesem Film werden hie und da einige Anspielungen auf die Serie gemacht, soll aber ansonsten eine eigenständige Geschichte sein, die keine Vorkenntnisse erfordert. Gleichwohl haben es Kenner der Serie einfacher die Charaktere des Films zu erschließen.
Marius und Kitty leben mit ihrer Tochter Chrissie in Italien, wo sie ein Weingut in der Toskana besitzen. Der ehemalige Kriminelle Marius scheint sich geändert zu haben und so macht sich Hugo Warmond, ein hoher Finanzbeamter in Amsterdam, zusammen mit Verlobter Sophie auf den Weg nach Italien, um Tochter Suus mit ihrer besten Freundin Chrissie, Marius’ Tochter, wieder zusammenzubringen. Dort angekommen, wird Hugo jedoch bald von Marius und Ehefrau Kitty wieder in einen kriminellen Strudel gezogen. Hugo glaubte, dass die Milners ihr, bisher von unsauberen Geschäften geprägtes, Leben geändert haben, jedoch stellt sich heraus, dass das Ehepaar das Weingut auf nicht ganz saubere Weise erworben hat. Offenbar haben sie den dementen Weinbauern Garboni beim Kauf übervorteilt. So steht dann auch dessen Tochter und Erbin, Isabella Garboni, vor der Türe und fordert das Weingut zurück. Nach einem Anschlag auf die abgestellten PKW drängt Hugo aus Angst vor der mutmaßlich dahinter stehenden Mafia, die Käufer dazu, das Weingut zurück zu verkaufen. Das geschieht trotz anfänglichen Willens vorerst nicht. Doch dann findet Marius heraus, dass die Mafia wohl nicht involviert ist. Dennoch wird plötzlich Sophie entführt und Hugo ein abgeschnittener Finger zugeschickt. Es bleibt ihnen nichts anderes übrig: Die Milners müssen das Weingut wieder verkaufen. Mühsam versuchen sie, sich mit den Entführern zu einigen. Da kommt ihnen die Information zu Hilfe, dass der alte Garboni die Demenz nur vortäuschte, um das durch einen Chemieunfall kontaminierte Weingut möglichst schnell an ahnungslose Ausländer, wie eben die Milners, verkaufen zu können. Alle Beteiligten lassen sich Zug um Zug („Gelijk oversteken“) auf den Deal ein. Sophie kommt frei (der Finger stammte nicht von ihr) und die Milners erhalten ihr Geld und die Erbin das Weingut zurück. Die ruchlose Isabella und ihr Komplize (der Entführer) erkennen später, dass sie nun das Nachsehen haben. Hugo und Sophie heiraten.

## Vermarktung
Der Film kam am 2. Februar 2023 ausschließlich in niederländische und belgische Kinos. Eine Auslandsvermarktung fand hingegen nicht statt. Der Film brachte bei über 200.000 Zuschauern ein Einspielergebnis von 2.293.845 Euro.
Danach wurde der Film in drei Teile getrennt und im Januar 2024 als vierte Staffel der Fernsehserie Klem auf BNNVARA ausgestrahlt. Einige für den Kinofilm gekürzte Szenen, wie auch ein rückblendender Vorspann in jeder der drei Folgen, wurden eingefügt, sodass die Miniserie 15 Minuten länger als der Film wurde.

## Rezensionen
Alex Mazereeuw von der Filmkrant gefällt der Film, sieht aber diesen Serienepilog auf der Kinoleinwand als verfehlt an und hätte ihn lieber gleich als vierte Staffel gesehen.
Gudo Tienhooven vom Algemeen Dagblad sieht in dem Film keine echte Bereicherung. Der „Kuchen“ sei mit der letzten Folge der „unendlich besseren“ Serie bereits „aufgegessen“. Allenfalls noch ein leckeres Filmdessert, das nach dem Verzehr zu einem vorhersehbaren Schluss führt.
Die Fernsehzeitschrift Gids.tv sah bereits vor Veröffentlichung den Erfolg dieses „schmackhaften“ Kinohits („Wegkijker“) voraus und vergab die höchste Punktzahl.